# Республика Тамбовского партизанского края
Временная Демократическая Республика Тамбовского Партизанского Края — государственное образование, образовавшееся в годы Гражданской войны на территории бывшей Российской империи, ближе к окончанию Тамбовского восстания.

## История
На пике Тамбовского восстания в Тамбовской губернии 20 мая 1921 года в селе Карай-Салтыково Кирсановского уезда, был проведён митинг в поддержку восставших, организованный командованием Объединённой партизанской армии Тамбовского края, Союзом Трудового Крестьянства и гражданской управой. Пётр Токмаков, как один из организаторов и глава восстания, объявил о создании Временной демократической республики Тамбовского партизанского края, на пост главы республики был выбран один из самых активных участников восстания и член СТК, крестьянин Шендяпин. Сразу же после заявления о своей независимости, была объявлена полная мобилизация мужского населения, возрастом от 20 до 60 лет. После увеличения армии до 70 тысяч человек начались активные боевые действия, нацеленные на полную ликвидации власти большевиков на территории республики. Но после окончания советско-польской войны и разгрома Врангеля в Крыму у Красной армии появилось больше свободных войск для ведения боевых действий и практически все[уточнить] эти войска были отправлены на Тамбовщину. После этого активность сопротивления значительно снизилась и вскоре сошла на нет к концу июня 1921 года. Этот период ознаменован окончанием восстания и роспуском новоиспечённой республики.

## Система управления и внутренние дела
Во многом «антоновцев» сравнивают[кто?] с зелёноармейцами, что было довольно близко к правде[уточнить]. Государство имело свои права до созыва Учередительного собрания. Главой республики был крестьянин Шендяпин, его задачей было управление комитетами СТК и решение других вопросов. По всей территории губернии действовало около 900 комитетов СТК, которые работали в селах, деревнях и городах, и осуществляли внутренние самоуправление. Крестьяне начали организовывать собственные суды и прокуратуру. Трёхцветный флаг был восстановлен как государственный. Лозунгами Республики были: «Долой уголовно-бандитскую власть предателей русского народа — коммунистов!», «Да здравствует Великая, Единая и Неделимая Россия!» и «Да здравствует Учредительное собрание!». Разрешалась деятельность любых политических партий, кроме коммунистов. Но из-за короткого существования государство не смогло реализовать все спланированные проекты.